# Kaltgussbronze
Kaltgussbronze (englisch: Cold Cast Bronze, manchmal auch Kaltguss-Bronzeharz) ist eine Bezeichnung für eine Masse aus Kunstharz, in welche anteilig Bronze eingemengt wird.

## Anwendung
Vor dem Gießprozess, in dem Bronzearbeiten in Form einer Plastik kopiert werden, wird dem Gussmaterial, (meistens Resin) ein Teil Bronze in Pulverform beigegeben, wodurch eine nach echter Bronze aussehende Kopie erzielt wird.

## Eigenschaften
Wie die hellere Farbe erkennen lässt, handelt es sich um keine echte Bronze-Skulptur, zudem sind das Gewicht sowie der Preis gegenüber einer Bronze-Skulptur geringer.